# Фригийска шапка
Фригийската шапка е мека шапка с конична форма и с издаден напред връх. Носена е от древното население на Фригия (фриги), които всъщност били тракийско племе и живеели в регион в антична Анатолия.
По време на Френската революция е наречена Шапка на свободата

## От Античността до норманите
В ранната и в по-късната античност фригийската шапка характеризирала предимно траките, като това е засвидетелствано от различни епиграфски паметници. Често върху гръцките вази троянският герой Парис е изобразяван с фригийска шапка, като тя се е носела и от останалите тракийски племена. Тя отличавала древните западноанатолийци от древните гърци, символизирайки техния негръцки произход.
В Древен Рим поетите обикновено използвали епитета „фригиец“ в значение на троянец. Фригийската шапка може да се види изобразена върху Траяновата колона, издигната в памет на победите на император Траян над даките, а също така и върху арката на Септимий Север, издигната в чест на победата на римляните над Партското царство. Древномакедонските, тракийските, дакийските и норманските (12 век) шлемове имат форма, наподобяваща фригийската шапка.
По времето на Древна Гърция и Древен Рим се носи подобна шапка, наречена пилос (на гръцки: πῖλος – pilos, също pilleus или pilleum на латински), която е без периферия и е направена от филц. По време на Римската империя тя е носена от бивши роби, освободени от техните господари, следователно техните потомци са граждани на Рим, затова носенето ѝ е било често израз или културен символ на свободата в древногръцкото и древноримското общество.
По време на Ренесанса в Италия от пилос се развива квадратната или кръгла шапка от черно или червено кадифе, носена от духовниците.

## Френската революция
Червената фригийска шапка като символ на свободата става популярна по време на Френската революция, макар и не веднага: на 19 март 1792 г. в Якобинския клуб е прочетено писмо от кмета на Париж, осъждащо носенето на червения калпак. Отначало е носен от каторжници на галерите, но това е забранено с декрет от септември 1793 г. На 20 юни 1792 г. демонстранти нахлуват в двореца Тюйлери и заставят крал Луи XVI да си сложи фригийска шапка, подадена му на пика, и да вдигне наздравица за нацията.
На известната картина на Йожен Дьолакроа „Свободата води народа“ (1831) Свободата е изобразена с фригийски калпак. Мариана, националният символ на Франция, също се изобразява като девойка с фригийска шапка.